# Saint-Martin-du-Tertre (Val-d'Oise)
Saint-Martin-du-Tertre is een gemeente in het Franse departement Val-d'Oise (regio Île-de-France) en telt 2414 inwoners (2005). De plaats maakt deel uit van het arrondissement Sarcelles.

## Geografie
De oppervlakte van Saint-Martin-du-Tertre bedraagt 13,3 km², de bevolkingsdichtheid is 181,5 inwoners per km².
De onderstaande kaart toont de ligging van Saint-Martin-du-Tertre (Val-d'Oise) met de belangrijkste infrastructuur en aangrenzende gemeenten.

## Demografie
Onderstaande figuur toont het verloop van het inwonertal (bron: INSEE-tellingen).